# Parafia Niepokalanego Poczęcia Najświętszej Maryi Panny w Katowicach
Parafia Niepokalanego Poczęcia Najświętszej Maryi Panny w Katowicach, zwana także parafią Mariacką – rzymskokatolicka parafia należąca do dekanatu Katowice-Śródmieście archidiecezji katowickiej z siedzibą przy placu ks. E. Szramka 1 w Katowicach, na terenie dzielnicy Śródmieście.
Powołana została 14 czerwca 1873 roku, a jej pierwszym proboszczem był ks. Wiktor Schmidt. W parafii posługiwali m.in.: bł. ks. Emil Szramek, a także późniejsi biskupi: Teodor Kubina, Damian Zimoń, Czesław Domin czy Stefan Cichy. Kościół parafialny znajduje się przy placu ks. E. Szramka, a został on wzniesiony w stylu neogotyckim w latach 1862–1870 według projektu Alexisa Langera. 

## Historia

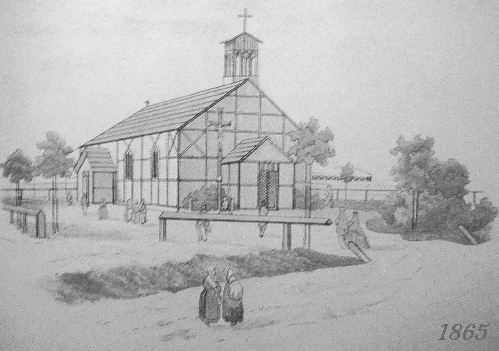
Pierwszy, tymczasowy kościół Niepokalanego Poczęcia Najświętszej Maryi Panny w 1865 roku

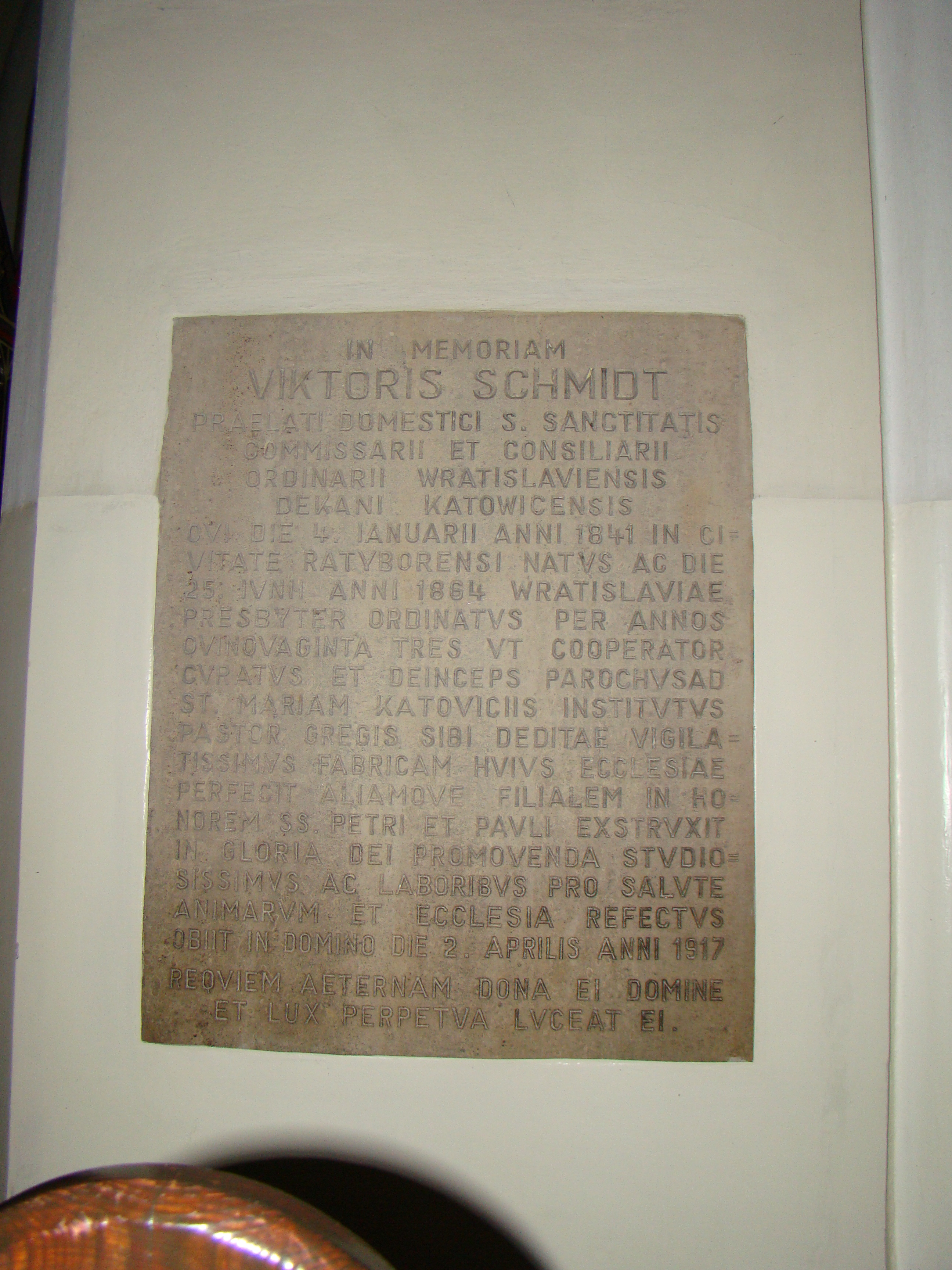
Tablica wewnątrz kościoła Mariackiego upamiętniająca ks. Wiktora Schmidta, proboszcza parafii Mariackiej w latach 1873–1917

Plany utworzenia parafii katolickiej na terenie Katowic sięgają połowy XIX wieku, kiedy to następowała industrializacja Górnego Śląska, a wraz z tym szybki wzrost liczby ludności w tym regionie. Jednocześnie zakup dóbr katowickich przez Franza Wincklera przyczynił się do tego, że wieś w szybkim tempie nabrała miejskiego charakteru. Miejscowi katolicy musieli natomiast w tym czasie uczęszczać do drewnianego kościoła w Bogucicach.
Katowiccy katolicy już w 1858 roku starali się o przeniesienie z Biskupic drewnianego kościoła, lecz uznali to za niewłaściwe i tymczasowe rozwiązanie problemu, dlatego też postanowili wybudować własną świątynię. Za budową optowali przede wszystkim ci mieszkańcy, dla których bogucicki kościół był położony zbyt daleko. O problemie tym wiedział wrocławski biskup Heinrich Förster, który w liście z 31 maja 1858 roku do ks. Jana Alojzego Ficka z Piekar Śląskich prosił o „jak najrychlejsze wprowadzenie w Katowicach odpowiedniego systemu kościelnego”. 
Na początku 1859 roku w mieszkaniu Heinricha Knappego, księgowego zarządu dóbr Tiele-Wincklerów, doszło do spotkania księży: Jana Ficka, Ludwika Markiefki z Mysłowic oraz Leopolda Markiefki w Bogucic, którego tematem była secesja od parafii bogucickiej Katowic, Brynowa i Załęża.
Proces wydzielenia katowickiej parafii nie odbył się bez protestów na sali sądowej, do których doszło 20 grudnia 1859 roku. W trakcie posiedzenia sądu wielu mieszkańców Katowic wystąpiło przeciw secesji, opuszczając salę rozpraw, a przedstawiciele mieszkańców Brynowa i inni uczestnicy wysunęli wniosek o natychmiastowe wybory na stanowiska rzeczników gmin, aby można było szybko przystąpić do budowy kościoła. W ich gronie znaleźli się: Heinrich Knappe, urzędnik policyjny Schwartzer i emeryt Sommer. Na mocy uzyskanych uprawnień mogli oni w 1860 roku utworzyć zarząd budowy kościoła i jeszcze w tym samym roku w Katowicach powstał pierwszy, tymczasowy kościół katolicki, wzniesiony z muru pruskiego w rejonie późniejszego placu Wolności. Uroczyste poświęcenie tymczasowego kościoła odbyło się 11 listopada 1860 roku. Uczęszczało do niego około 3,1 tys. wiernych z Katowic i Brynowa, ale także z Załęża, Załęskiej Hałdy i Katowickiej Hałdy. Nowym kościołem zarządzał urodzony w Tarnowskich Górach ks. Teodor Kremski.

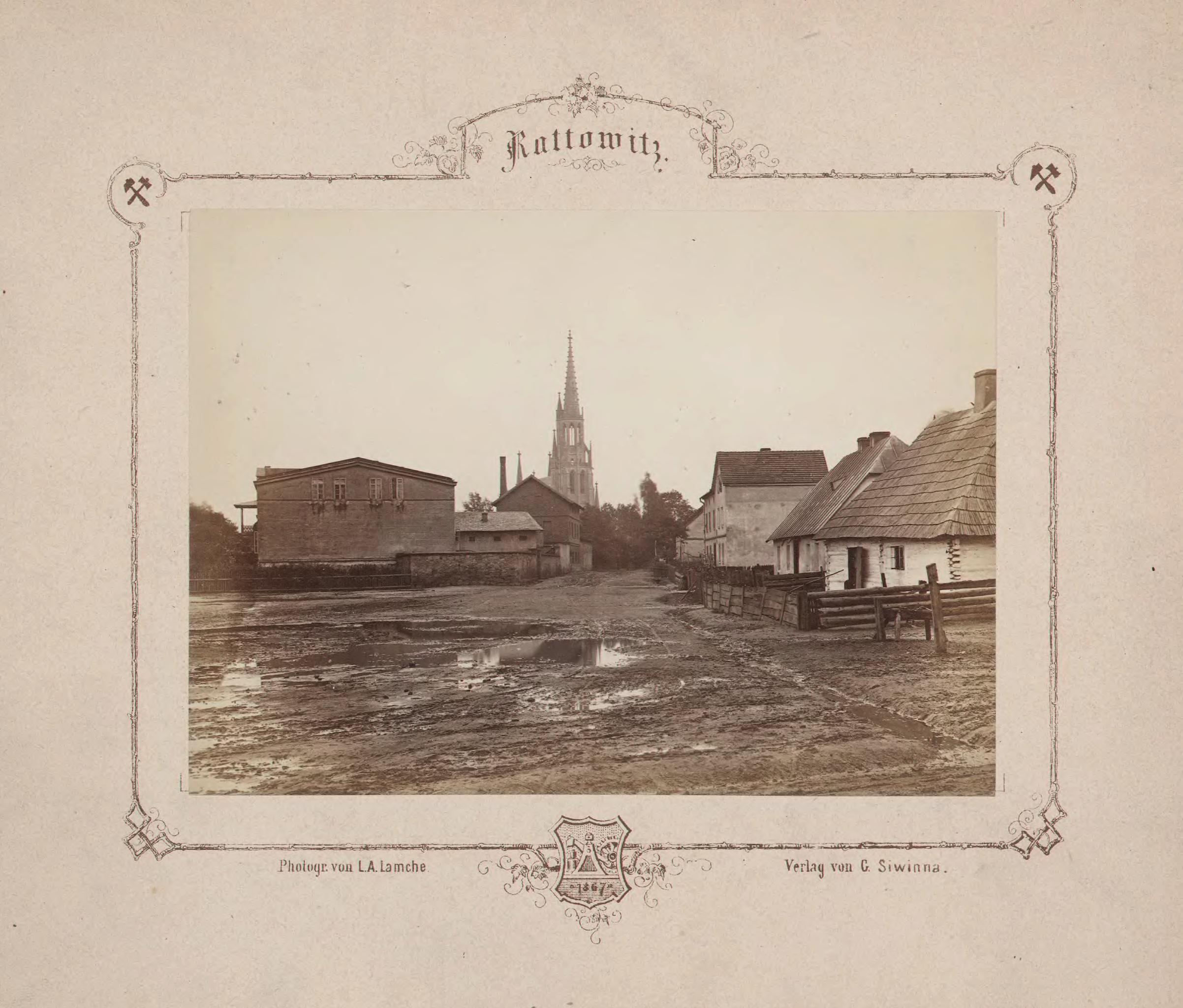
Ulica Starowiejska na zdjęciu z 1872 roku; w tle kościół Mariacki

Na wiosnę 1861 roku biskup wrocławski Heinrich Förster z okazji podróży do Wiednia zatrzymał się w Raciborzu u ks. Franza Heidego. Na probostwie spotkał się on z ks. Teodorem Kremskim i księgowym Heinrichem Knappem, którzy omówili wspólnie projekt powstania nowej świątyni w Katowicach. Po upływie kilku miesięcy biskup wydał zgodę na budowę nowego kościoła, a wykonanie projektu architektonicznego powierzono Alexisowi Langerowi. 
8 stycznia 1862 roku powołano kurację a kuratusem został ks. Teodor Kremski, a jeszcze w tym samym roku, 31 sierpnia przy wschodnim wylocie późniejszej ulicy Mariackiej rozpoczęła się budowa kościoła pw. Niepokalanego Poczęcia Najświętszej Maryi Panny. W 1868 roku w związku przedłużającą się chorobą ks. Teodora Kremskiego nowym kuratusem został ks. Wiktor Schmidt i to w jego udziale było zadanie dokończenie budowy kościoła, która trwała łącznie osiem lat. Poświęcenia świątyni dokonał 20 listopada 1870 roku biskup sufragan wrocławski Adrian Włodarski. W tym czasie kuracja liczyła około 6 tys. wiernych.
W 1871 roku ks. Wiktor Schmidt mógł się przeprowadzić do nowo wybudowanego budynku probostwa. Został on rozbudowany w latach 20. XX wieku, kiedy to proboszczem był ks. Teodor Kubina.
Parafia Mariacka została powołana 14 czerwca 1873 roku w atmosferze nagonki władz pruskich na osobę biskupa Heinricha Förstera oraz prześladowania Kościoła katolickiego na Śląsku z powodu czterech ustaw majowych (były to represyjne ustawy z maja 1873 roku uchwalone przeciw Kościołowi katolickiemu przez parlament pruski i parlament niemiecki w okresie kulturkampfu) i szerzenie się w mieście ruchu starokatolickiego. Terytorium parafii wydzielono z obszaru kuracji i częściowo z parafii św. Szczepana w Bogucicach, a objęła swoim zasięgiem wiernych z ówczesnych Katowic (rejon współczesnego Śródmieścia) oraz gminy Brynów. Proboszczem mianowano ks. Wiktora Schmidta, który od 7 listopada 1870 roku posługiwał tutaj jako wikariusz, a później jako kuratus.

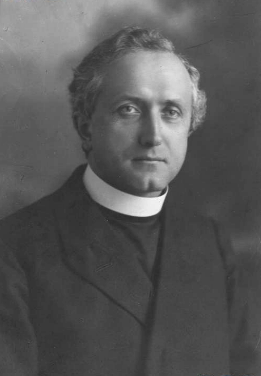
Ks. prał. Emil Szramek – proboszcz parafii Mariackiej w latach 1926–1942, błogosławiony Kościoła katolickiego

W latach 1871–1884 w parafii Mariackiej posługiwał wikary ks. Rudolf Lubecki, którego służba przypadała na okres Kulturkampfu. Był publicystą współpracującym m.in. z Karolem Miarką i założycielem Towarzystwa Katolickiego.
W latach 1874–1875 obok kościoła stanął kolejny budynek, tzw. organistówka. W XX wieku przez kilkadziesiąt lat mieścił się tam punkt charytatywny prowadzony przez siostry szarytki. W 1890 roku członkowie Bractwa Różańcowego wyszli z inicjatywą budowy na placu kościelnym kaplicy Ogrójca. Jej poświęcenie nastąpiło 24 czerwca 1894 roku. 
Na początku XX wieku parafia Mariacka liczyła 22,5 tys. wiernych. By rozładować jej przeludnienie, na początku XX wieku wydzielono z niej obszar nowej kuracji, która objęła także wieś Brynów – z tego obszaru powstała późniejsza parafia śś. ap. Piotra i Pawła. W 1914 roku oddano do użytku tzw. dom związkowy, który miał służyć przede wszystkim jako miejsce spotkań licznych związków, stowarzyszeń czy bractw działających na terenie parafii.
W 1922 roku tereny współczesnych Katowic zostały włączone do Polski. W latach międzywojennych problemem wspólnoty parafialnej było to, że wierni byli dwujęzyczni i odbywały się tutaj msze zarówno po polsku, jak i po niemiecku. W 1926 roku, kiedy proboszcz katowickiej parafii ks. Teodor Kubina został mianowany biskupem ordynariuszem diecezji częstochowskiej, nowym proboszczem mianowano ks. Emila Szramka. Był on aktywnym organizatorem życia kulturalnego, oświatowego i kulturalnego na Górnym Śląsku, a w czasie posługi w parafii Mariackiej przeprowadził wiele zmian w wystroju kościoła parafialnego i wzbogacił go o liczne dzieła sztuki. W pracy duszpasterskiej starał się łagodzić antagonizmy pomiędzy polskimi a niemieckimi parafianami, a także pomiędzy rodowitymi Ślązakami i wiernymi z innych części Polski. W 1940 roku został on aresztowany przez Gestapo i osadzono go w obozie koncentracyjnym w Dachau, gdzie zmarł 13 stycznia 1942 roku.
Na przełomie lat 30. i 40. XX wieku powołano dwie nowe katowickie parafie, co umożliwiło rozładowanie parafii Mariackiej. W 1938 roku w związku z budową katedry Chrystusa Króla utworzono lokalię (późniejsza parafia katedralna Chrystusa Króla), a 15 marca 1940 roku powołano późniejszą parafię Przemienienia Pańskiego.
W czasach Polski Ludowej znaczącymi administratorami i proboszczami parafii Mariackiej byli m.in.: ks. Stanisław Maśliński (1945–1969), ks. Czesław Domin (1969–1970) czy ks. Damian Zimoń (1975–1985). W 1973 roku parafia Mariacka liczyła 17 tys. wiernych, a dwadzieścia lat później 11 tys.
W 1999 roku papież Jan Paweł II beatyfikował ks. Emila Szramka, proboszcza katowickiej parafii w latach 1926–1942. W 2009 roku proboszcz parafii Mariackiej ks. Andrzej Suchoń ustanowił nagrodę imienia bł. ks. Emila Szramka. 12 czerwca 2015 roku nastąpiło uroczyste poświęcenie kaplicy Golgota Ojczyzny, zaadaptowanej w dotychczasowej kaplicy Ogrójca.

## Proboszczowie
- ks. prał. Wiktor Schmidt (1873–1917)[23]
- ks. Teodor Kubina (1917–1925; późniejszy biskup częstochowski)[23]
- ks. Wojciech Szołtysik (administrator 1926)[23]
- bł. ks. prał. kan. Emil Szramek (1926–1942)[23]
- ks. Wilhelm Pniok (substytut 1940–1942; administrator 1942–1945)[23]
- ks. Hubert Szymankiewicz (tymczasowy administrator 1945)[23]
- ks. prał. kan. Stanisław Maśliński (administrator 1945–1957; proboszcz 1957–1969)[23]
- ks. Alfons Chmiel (adiutor 1966-1967)[23]
- ks. Damian Zimoń (adiutor 1967–1969; późniejszy arcybiskup metropolita katowicki)[23]
- ks. Czesław Domin (wikariusz ekonom 1969–1970; późniejszy biskup pomocniczy katowicki, a następnie biskup koszalińsko-kołobrzeski)[23]
- ks. Józef Nowok (1970–1975)[23]
- ks. Stefan Cichy (substytut 1975; późniejszy biskup pomocniczy katowicki, a następnie biskup legnicki)[23]
- ks. Damian Zimoń (1975–1985)[23]
- ks. protonotariusz ap. kan. Eugeniusz Szczotok (1985–2000)[23]
- ks. Andrzej Suchoń (od 2001)[24]

## Kościół parafialny i inne obiekty

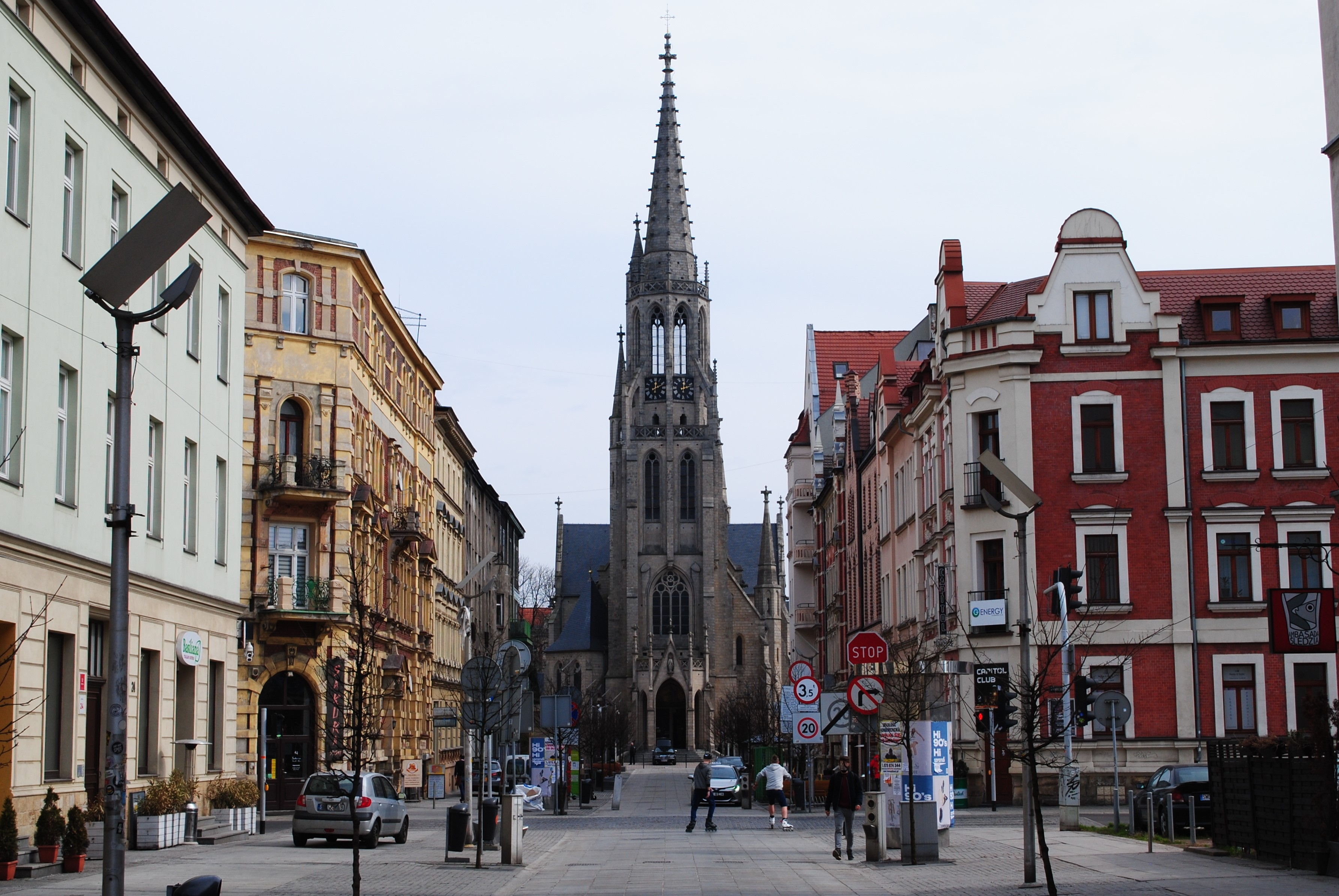
Kościół Mariacki (2021)

Kościołem parafialnym jest kościół pw. Niepokalanego Poczęcia Najświętszej Maryi Panny, położony na placu ks. E. Szramka. Został wzniesiony w latach 1862–1870 według projektu Alexisa Langera w stylu neogotyckim. Jest to najstarsza istniejąca świątynia w centrum miasta, a zdobi go wewnątrz m.in. cykl obrazów Maryi autorstwa Józefa Unierzyskiego czy witraże projektu Adama Bunscha.
Prócz kościoła parafialnego na terenie parafii znajdują się m.in. kaplice szpitalne przy ulicach Francuskiej, W. Reymonta i Warszawskiej, kaplica w Domu Prowincjalnym Sióstr Elżbietanek (ul. Warszawska 52) oraz kaplica Chrystusa Zbawiciela w domu parafialnym. 
Na obszarze parafii Mariackiej, przy ulicy św. Jana znajduje się replika figury św. Jana z 1816 roku. Stoi ona na niewysokim postumencie i cokole, na którym znajdują się liczne napisy i inskrypcje. Została ona postawiona w 1999 roku.

## Działalność duszpasterska

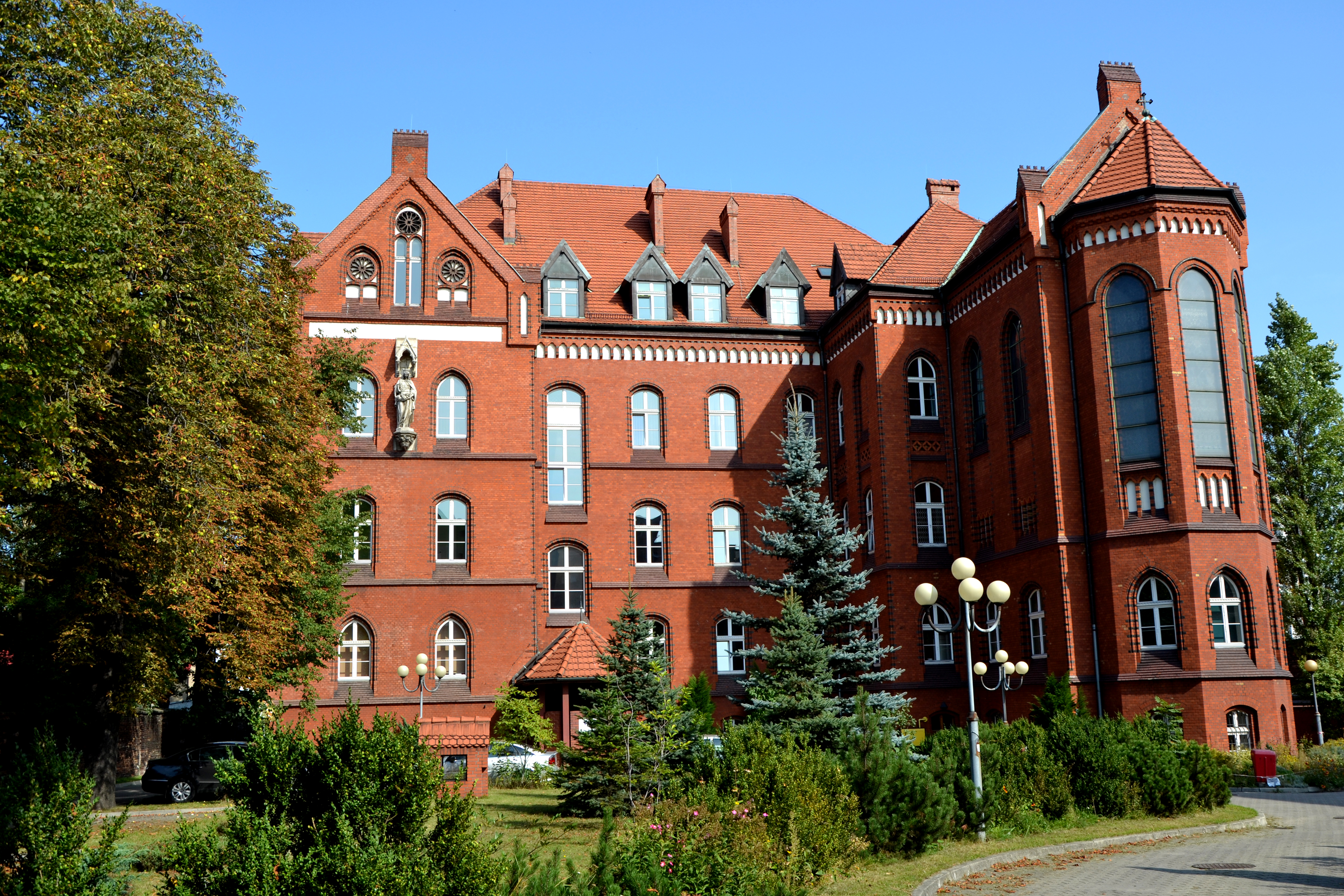
Szpital św. Elżbiety (2012)

Parafia Niepokalanego Poczęcia Najświętszej Maryi Panny położona jest przy placu ks. E. Szramka 1 w Katowicach, na terenie dzielnicy Śródmieście. Przynależy ona do dekanatu Katowice-Śródmieście w archidiecezji katowickiej. W 2005 roku parafia liczyła 7 950 wiernych.
W tygodniu odprawiane są trzy msze św., w soboty jedna, a w niedziele i święta pięć. Ponadto odprawiane są tutaj także różnego typu nabożeństwa, w tym nowenna do bł. ks. Emila Szramka czy nabożeństwo ku czci Niepokalanego Poczęcia Najświętszej Maryi Panny. Odpust parafialny odbywa się 8 grudnia.
Przy parafii działają liczne grupy parafialne, w tym m.in.: ministranci, Legion Maryi, Świecki Zakon Karmelitów Bosych, chór parafialny czy katowickie koło Katolickiego Stowarzyszenia Kolejarzy Polskich. Parafia Mariacka prowadzi kilka inicjatyw i instytucji charytatywnych, a są to: jadłodajnia, prysznice dla bezdomnych, ochronka oraz z siedzibą przy placu ks. E. Szramka 4 Katolickie Centrum Edukacji Młodzieży „Kana”. Organizuje także festyny charytatywne – coroczną Emiliadę, a z ewangelicką parafią w Katowicach jest współorganizatorem festynu charytatywnego. 
Na terenie parafii Mariackiej od 1870 roku posługują siostry ze Zgromadzania św. Elżbiety. Zajmują się przede wszystkim pielęgnowaniem chorych, pomocą ubogim czy opieką nad dziećmi. W 1897 roku otwarty został szpital sióstr elżbietanek, który po upaństwowieniu i późniejszym zwróceniu siostrom zakonnym został ponownie otwarty 6 września 1996 roku.
Parafia Mariacka nadaje nagrodę im. bł. ks. Emila Szramka. Przyznawana jest ona osobie bądź osobom zasłużonym dla Katowic w dziedzinach bliskich patronowi nagrody, tj. za działalność charytatywną, oświatową, naukową, za osiągnięcia w sztuce, bibliofilstwie czy w rozwoju kultury.
Parafia zarządza cmentarzem parafialnym przy ulicy Francuskiej o powierzchni 2,42 ha. Jest to główna nekropolia Katowic, na której pochowanych zostało wielu znaczących katowiczan.

## Zasięg parafii
Do parafii przynależą następujące katowickie ulice i place: Bankowa, H. Dąbrowskiego, K. Damrota 2-8, Dworcowa, Dyrekcyjna, Francuska 1-29 i 2-26, Górnicza, św. Jana, Jagiellońska 34-38, S. Kobylińskiego 2-5, al. W. Korfantego 1a, J. Lompy 2-8, F. Lubeckiego, Mariacka, A. Mielęckiego, S. Moniuszki, Myśliwska, św. Pawła, Piastowska, Pocztowa 10 i 12, Podgórna, W. Reymonta 2-8, al. W. Roździeńskiego 86 i 86a, Rynek 6-9 i 11, H. Sienkiewicza 2-10 i 3-11, św. Stanisława, Staromiejska, Starowiejska, ks. J. Szafranka, pl. ks. E. Szramka, Szkolna, Teatralna, Uniwersytecka, Warszawska 1-69 i 8-70, Wojewódzka, Wodna oraz Zacisze.